# Szavazatcsere
A szavazatcsere a koordinált stratégiai szavazás egy formája, amelyben két, eltérő pártpreferenciával rendelkező ember megegyezik, hogy mindegyikük a másik által kedvelt pártra szavaz. Leginkább olyan választási rendszerekben fordul elő, ahol körzetenként egy-egy nem arányos (például többségi) szavazás dönt, ezért az adott körzetben kevésbé esélyes pártokra adott szavazatok elvesznek.

## Példa
Egy fiktív szavazási rendszerben, ahol a Piros, Kék és Zöld párt versenyeznek, és körzetenként egyszerű többségi szavazással választják meg a helyi parlamenti képviselőt, Ádám a Zöld párt támogatója, de a lakókörzetében a Piros és Kék pártok támogatottsága 40-40%, a Zöld párté 20% körüli, így a Zöld pártra szavazással semmit nem érne el. Ehelyett megegyezik a másik körzetben lakó Bélával, aki szíve szerint Kék szavazó lenne, de az ő a körzetében a Kék párt támogatottsága 20%, és a másik kettőé 40%. Ádám a Kék pártra szavaz, Béla pedig a Zöldre (ha úgy tetszik, Ádám Béla szavazatát adja le, és viszont); bár az egyes pártokra leadott összes szavazat száma nem változott, mindkét szavazat olyan helyen lett leadva, ahol jobban érvényesül, és hozzásegítheti az adott pártot az adott körzet elnyeréséhez.
A kedvenc párt hatékonyabb támogatása mellett a másodlagos preferenciák kifejezését is szolgálhatja a szavazatcsere: így például ha Ádám abban az esetben, ha nem a kedvenc pártja nyer, szívesebben látná a Piros párt győzelmét, mint a Kékét, akkor Béla helyett egy Piros szavazóval cserélne szavazatot.

## Megvalósítás
A szavazatcserét nagyobb léptékben általában valamilyen internetes oldal segítségével valósítják meg: a csere iránt érdeklődők feliratkozhatnak, és megmondhatják, milyen más pártok szavazóival hajlandóak cseréni, az oldal pedig röviddel a szavazás előtt (amikor az egyes pártok körzetenkénti támogatottsága már jól becsülhető) kiszámolja, mi az optimális párosítás, és kiközvetíti egymásnak a szavazókat. Mivel csak a résztvevők becsületessége garantálja, hogy valóban az ígért módon szavaznak, a közvetítő weboldal általában olyan helyzetet próbál teremteni, amiben a felek jobban megbíznak egymásban (például beszélgetést kezdeményez közöttük, vagy összeköti őket valamilyen közösségi oldalon).